# 베바시주맙
베바시주맙(bevacizumab)은 수많은 유형의 암과 특정 눈병을 치료하기 위해 사용되는 약물이다. 암의 경우 정맥에 천천히 주사하여 투여하며 대장암, 폐암, 교모세포종, 신세포암에 사용된다. 황반변성의 경우 눈에 직접 주사하여 투여한다. 상품명은 아바스틴(Avastin)이다.
일반적인 부작용으로는 암에 대해 사용 시 코피, 두통, 고혈압, 발진이 나타날 수 있다. 다른 심각한 부작용으로는 위장관 천공, 출혈, 알레르기 반응, 혈전, 감염 위험 증가가 발생할 가능성이 있다. 눈병에 사용 시의 부작용으로는 시력 손실, 망막 박리가 있다. 베바시주맙은 혈관신생 억제제이며 단클론 항체 계열의 약물에 속한다. 혈관신생 속도를 떨어트리는 방식으로 작용한다.
베바시주맙은 2004년 미국에서 의학용으로 승인되었다. 의료제도에 필수적인 가장 효과적이고 안전한 의약품 목록인 WHO 필수 의약품 목록에 등재되어 있다. 눈병 치료의 용례로 등재되어 있다. 개발도상국의 도매가는 물약병 기준으로 대략 US$638.54이다. 같은 양으로 영국(국민 건강 서비스)에서의 비용은 2015년 대략 £242.66이다.

## 작용 기전
베바시주맙은 혈관내피성장인자 A(VEGF-A)를 억제하여 혈관신생을 차단하는 방식으로 작용하는,재조합 인간화 단클론 항체이다. VEGF-A는 성장인자 단백질로 여러 질환, 특히 암에서 혈관신생을 자극한다. 베바시주맙은 VEGF-A에 결합하여 세포 바깥에서 작용하지만, 자궁경부암이나 유방암 같은 일부 경우에는 세포가 구성성 세포내이입을 통해 베바시주맙 분자를 섭취한다. 미국을 기준으로 했을 때, 베바시주맙은 최초로 사용을 허가 받은 혈관신생 억제제이다.